# Italia en los Juegos Olímpicos de Estocolmo 1912
Italia estuvo representada en los Juegos Olímpicos de Estocolmo 1912 por un total de 66 deportistas que compitieron en 8 deportes.  
El portador de la bandera en la ceremonia de apertura fue el gimnasta Alberto Braglia.

## Medallistas
El equipo olímpico italiano obtuvo las siguientes medallas:
| Nombre            | Deporte            | Competición                  |
| ----------------- | ------------------ | ---------------------------- |
| Oro               |                    |                              |
| Nedo Nadi         | Esgrima            | Florete ind. M               |
| Alberto Braglia   | Gimnasia artística | Concurso completo ind. M     |
| Equipo            | Gimnasia artística | Concurso completo por eqs. M |
| Plata             |                    |                              |
| Pietro Speciale   | Esgrima            | Florete ind. M               |
| Bronce            |                    |                              |
| Fernando Altimani | Atletismo          | 10 km marcha M               |
| Adolfo Tunesi     | Gimnasia artística | Concurso completo ind. M     |